# Servio Asinio Celere
Servio Asinio Celere (in latino: Servius Asinius Celer; 3 circa – 46/47) è stato un magistrato e senatore romano, console dell'Impero romano.

## Biografia

### Origini e legami familiari
Celere apparteneva alla gens Asinia, una famiglia di recente patriziato proveniente da Teate Marrucinorum e assurta ai massimi onori in età triumvirale. Il nonno di Celere era stato il grande generale, oratore e storico Gaio Asinio Pollione, fiero sostenitore di Marco Antonio e console nel 40 a.C. Figlio di questi e di Quinzia, figlia del proscritto suicida Lucio Quinzio, fu Gaio Asinio Gallo, intimo di Augusto, console ordinario nell'8 a.C. e avversario di Tiberio, morto di inedia nel 33 dopo tre anni di insostenibili arresti dovuti alla sua vicinanza con Agrippina maggiore. Celere era figlio di Gallo e di Vipsania Agrippina, figlia del grande generale e collaboratore di Augusto Marco Vipsanio Agrippa e prima adorata moglie di Tiberio; suoi fratelli erano Gaio Asinio Pollione, console ordinario del 23; Marco Asinio Agrippa, console ordinario nel 25 e morto nel successivo 26; Asinio Salonino, promesso sposo di una delle nipoti di Tiberio figlie di Germanico, ma morto prematuramente nel 22; e Asinio Gallo, esiliato da Claudio in seguito ad una congiura ai suoi danni nel 46. Inoltre, non di secondaria importanza è che fratellastro uterino di questi, nato da Vipsania Agrippina e Tiberio, era Druso minore, secondo erede del padre al principato, morto nel 23.

### Carriera sotto Tiberio e Caligola
Gli inizi della carriera di Celere sono forse attestati da un'importante epigrafe funeraria relativa ad un Asinio che fu forse praefectus feriarum Latinarum o sevir equitum Romanorum e sicuramente Xvir stilitibus iudicandis e questore personale di Tiberio: se Theodor Mommsen proponeva cautamente che tale iscrizione si riferisse al fratello Pollione, già Edmund Groag aveva ipotizzato che invece essa si riferisse proprio a Celere, mentre da ultimo Géza Alföldy, pur accettando la possibilità che possa trattarsi di Celere, porta avanti la tesi che l'epigrafe si riferisca al fratello Gallo.
L'altra carica attestata vede Celere al vertice dello stato romano: egli fu infatti console suffetto per il secondo semestre del 38 insieme a Sesto Nonio Quintiliano, sostituendo a luglio gli ordinari Marco Aquila Giuliano e Publio Nonio Asprenate. Il consolato di Celere e Quintiliano, probabilmente designati da Caligola in persona - che sembra aver riavviato la carriera di Celere, rallentata da Tiberio dopo la morte del padre Asinio Gallo, per motivi di vicinanza della famiglia alla madre del princeps Agrippina maggiore -, vide un breve allontanamento da Roma del princeps, la divinizzazione della defunta sorella Drusilla il 23 settembre, il matrimonio di Caligola con Lollia Paolina e forse già il suo ripudio e l'avvicinamento a Milonia Cesonia, la condanna di Avillio Flacco mitigata dall'influenza dell'amico Marco Emilio Lepido, la morte del curator aquarum Marco Porcio Catone, e la risistemazione di stampo antoniano-augusteo da parte del princeps (seduto tra i consoli Celere e Quintiliano sui rostra e forse sotto una tenda di seta) di un'ampia area in Oriente con la concessione dell'Iturea a Soemo, dell'Armenia Minore e parte dell'Arabia a Coti IX, della Tracia orientale a Remetalce III e del Ponto a Polemone II, tutti amici di Caligola cresciuti nella casa di Antonia minore.
Un curioso aneddoto riporta come Celere, sotto il principato di Caligola, abbia acquistato un particolare tipo di triglia per ben 8.000 sesterzi. È stato in passato ipotizzato, sulla base del testo non ben tràdito del De Aquis di Frontino, che, sempre sotto Caligola, Celere fosse stato nominato curator aquarum, ma Ladislav Vidman ha definitivamente smentito tale proposta.

### Morte sotto Claudio
Sotto il principato del successore Claudio, Celere dovette ottenere in un primo momento l'amicizia del princeps. In seguito, però, forse in connessione con il tentativo fallito di congiura ai danni di Claudio del fratello Asinio Gallo insieme a Tito Statilio Tauro Corvino nel 46, Celere cadde in disgrazia e fu ucciso nel 46/47, forse dopo un processo sommario: la congiura, che prevedeva l'appoggio di schiavi e liberti imperiali, non sembra in ogni caso essere stata presa molto sul serio dalla casa imperiale e anche oggi continua a lasciare perplessi gli studiosi, che oscillano tra il considerarla un piano destinato al fallimento o persino come un evento dalla realtà dubbia e invece un'operazione di pulizia e risoluzione di faide interne dopo la morte nel 43 di Giulia Livia, figlia di Druso minore e quindi nipote di Gallo e Celere. Nel suo attacco satirico contro Claudio, Seneca raffigura Celere tra gli amici di Claudio condannati a morte che attendono il princeps nell'oltretomba. L'epigrafe funeraria citata sopra, se relativa a Celere, attesterebbe che, per un certo lasso di tempo dopo la sua morte (fino alla morte di Claudio o persino fino al decesso di Nerone), era stato vietato onorare in qualsiasi modo il defunto.

### Discendenza
Di Celere è nota una figlia, Asinia Agrippina, mentre di incertissima restituzione è un'epigrafe che attesta come moglie di Celere una Asinia figlia di Pollione: come già considerato da Edmund Groag, è impossibile che tale Asinia, figlia forse del fratello di Celere, fosse quindi moglie di suo zio; lo stesso Groag propone cautamente che dopo il nome di Celere sia da integrare la parola neptis e che quindi il Pollione nominato sia un altro figlio ignoto di Celere.